# Parque natural de la Albufera del Grao
El Parque Natural de la Albufera del Grao (en catalán Parc Natural de s'Albufera des Grau) es un espacio natural protegido español situado al noreste de Menorca, comunidad autónoma de las Islas Baleares, a unos dos kilómetros de la ciudad de Mahón, que fue declarado parque natural en 1995. Engloba la Albufera del Grao propiamente dicha, la isla de Colom y el cabo de Favarich.
El 16 de mayo de 2003, se amplió pasando a ocupar la superficie actual, 5067 hectáreas.
Es el núcleo de la Reserva de la Biosfera que engloba toda la isla, declarada de interés internacional en 1993.
Se distinguen tres áreas: la isla de Colom, la zona del faro de Favarich-prado de Morella y la laguna y el prado de la Albufera. Cada área incluye una gran variedad de ecosistemas: zonas húmedas, tierras de cultivo y pasto, montes boscosos, comunidades litorales, acantilados, dunas y numerosas playas: la Escala, cala Presili, el Arenal de Morella, cala Tortuga, cala en Caballero, cala de la Torreta, Tamarells del Norte, Tamarells del Sur, Arenal d'en Mor, (isla de Colom), los Tamarells (isla de Colom) y la playa del Grao.
Sus valores naturales y paisajísticos han hecho merecedora al área de la declaración de parque natural.

## Flora y fauna
En la masa forestal del parque dominan los pinares de pino carrasco, así como pequeños bosques de taray y encina, donde habitan lirones y tórtolas.

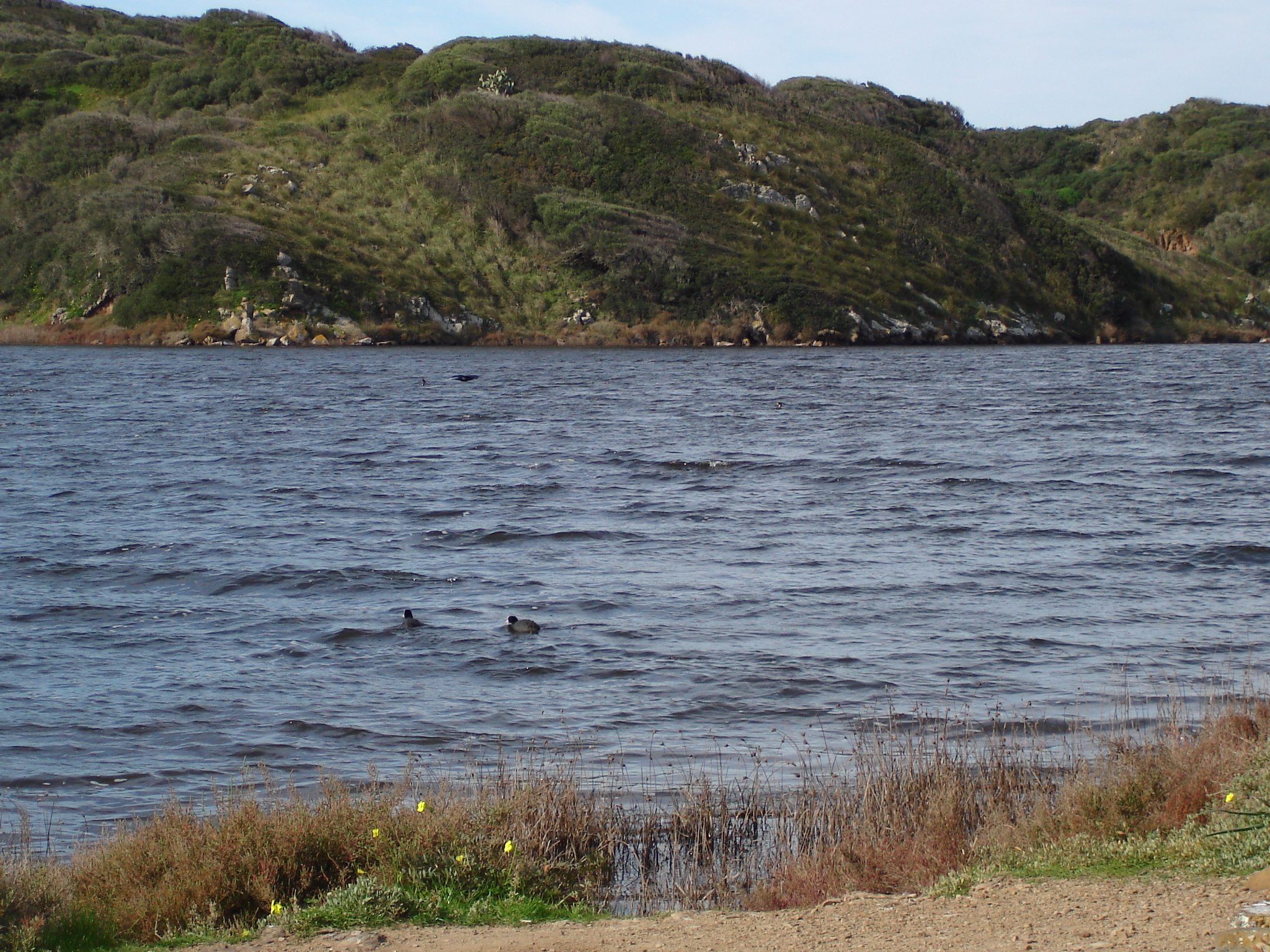
Aguas de la Albufera.

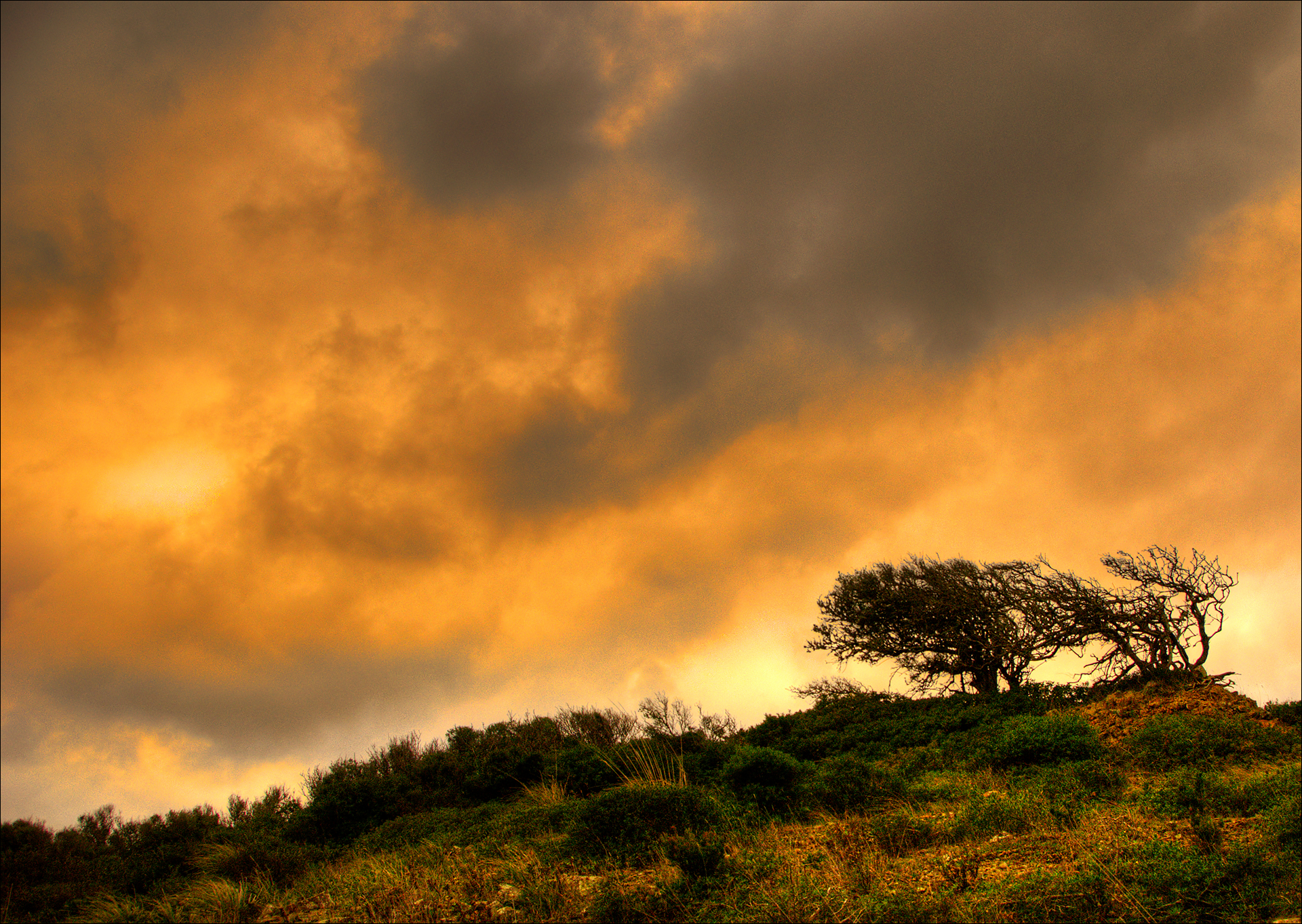
Monte de la Albufera.

### Albufera
La albufera des Grau tiene una gran riqueza medioambiental, ya que en su territorio se concentra un gran número de biotopos. En las zonas húmedas de la albufera abundan las plantas sumergidas en el agua, entre las que destacan el carrizo y los juncos. En los torrentes que vierten el agua en la laguna hay totoras y olmos. Durante todo el año habitan el ánade real, la focha común y el somormujo lavanco; También se halla el silbón europeo y el cormorán grande.

## Arqueología
La albufera cuenta con algunos restos arqueológicos entre las que se encuentran los vestigios de la cultura talayótica de la finca de Sa Torreta; incluye también algunos de los monumentos megalíticos más importantes de Menorca.

## Torres de defensa
Junto a la finca de Sa Torreta hay una torre de defensa medieval y, no muy lejos, otra del siglo XVIII. Además, el parque comprende parte del antiguo Camí de Cavalls ("camino de caballos") que rodea la isla.

## Itinerarios
Es posible hacer recorridos en tres itinerarios en la albufera:
- el itinerario de Sa Gola recorre el canal de sa Gola y la zona de dunas de la playa del Grao.
- el itinerario de Santa Madrona bordea la ribera suroeste de la albufera, y permite observar las aves acuáticas, ya que se encuentra muy próximo a la laguna y dispone de varios miradores y observatorios.
- el itinerario del mirador de Cala Llimpa recorre la parte sudeste de la laguna.